# 愛火 (張國榮專輯)
《張國榮》（又名：愛火）是香港歌手張國榮的第八張錄音室專輯、第七張粵語錄音室專輯，於1986年10月1日由華星唱片發行。

## 專輯介紹
張國榮第一次參與大碟的監製工作. 
1986年發行的專輯，是張國榮第一次加入唱片監製行列，與黎小田共同參與製作自己的專輯。他可以更自由選擇自己喜愛的音樂來展現自己，更深刻建立屬於自己的音樂風格。
專輯以紅色為主色，封面上張國榮身穿紅色西裝，錄音帶更以火紅色膠印製。
專輯有很多耐聽的金曲，包括電影《英雄本色》的主題曲《當年情》、自傳式歌曲《有誰共鳴》、溫柔的《迷惑我》，還有他親自填詞的《愛火》，電台廣播劇主題曲《情到濃時》等。專輯銷量達四白金（20 萬張）。

## 獎項
- 1986年第九屆香港電台十大中文金曲《當年情》
- 1986年第四屆無綫電視十大勁歌金曲《當年情》
- 1986年第四屆無綫電視十大勁歌金曲《有誰共鳴》
- 1986年第四屆無綫電視十大勁歌金曲金獎《有誰共鳴》

## 曲目
（CD版加入第一首歌曲愛慕，第二首歌曲為迷惑我）
| 曲序 | 曲目       |        | 作曲                      | 编曲     | 备注                                            | 时长 |
| ---- | ---------- | ------ | ------------------------- | -------- | ----------------------------------------------- | ---- |
| 1.   | 迷惑我     | 楊繼興 | 小林明子                  | 黎小田   | 改編自小林明子的愛はエナジー                    | 4:22 |
| 2.   | 情到濃時   | 卡龍   | 黎小田                    | 黎小田   |                                                 | 3:56 |
| 3.   | 隱身人     | 林振強 | 大野克夫                  | 羅迪     | 改編自澤田研二的私生活のない女                  | 3:38 |
| 4.   | 當年情     | 黃霑   | 顧嘉煇                    | 顧嘉煇   | 電影《英雄本色》主題曲                          | 4:15 |
| 5.   | 愛的抉擇   | 潘偉源 | Motoaki Masuo             | 羅迪     |                                                 | 4:11 |
| 6.   | 有誰共鳴   | 小美   | 谷村新司                  | 趙增熹   | 改編自谷村新司的儚きは                          | 3:53 |
| 7.   | 烈火邊緣   | 林振強 | 澤村拓二                  | 難波弘之 | 改編自西城秀樹的Rain Of Dream 夢の罪            | 3:38 |
| 8.   | 愛火       | 張國榮 | 林哲司                    | 姚志漢   | 改編自上田正樹的悲しい色やね 〜 Osaka-Bay Blues | 4:29 |
| 9.   | Crazy Rock | 林振強 | Annie                     | 蘇德華   | 改編自アン・ルイス的Slumber Party               | 4:14 |
| 10.  | Miracle    | 卡龍   | Steve Davis Justin Peters | 杜自持   | 麥潔文合唱                                      | 3:51 |

1. ↑  .   [2018-10-25]. （原始内容存档于2018-10-26）.
2. ↑  .   [2018-10-25]. （原始内容存档于2018-10-26）.